# Is Heaven Blue? 2
Pour plus de détails, voir Fiche technique et Distribution.
Is Heaven Blue? 2 est un film d'animation de court métrage norvégien et néerlandais réalisé par Menno de Nooijer et Paul de Nooijer, sorti en 2023.

## Fiche technique
- Titre anglais : Is Heaven Blue? 2
- Réalisation : Menno de Nooijer et Paul de Nooijer
- Scénario :
- Animation :
- Musique : Øyvind Blikstad
- Son :
- Production : Françoise de Nooijer, Anita Killi et Lilian Løvseth
- Montage :
- Sociétés de production : Tri-Eye et Trollfilm AS
- Sociétés de distribution :
- Pays de production :  Norvège et  Pays-Bas
- Langue originale : sans dialogue
- Format : couleur
- Genre : animation
- Durée : 16 minutes 55 secondes
- Date de sortie :
  - France : 12 juin 2023 (Annecy)

## Distribution
- Françoise de Nooijer
- Menno de Nooijer
- Paul de Nooijer

## Distinctions
- Festival international du film d'animation d'Annecy 2023 : Prix du film Off-Limits.